# Pont-d'Ouilly
Pont-d'Ouilly é uma comuna francesa na região administrativa da Normandia, no departamento Calvados. Estende-se por uma área de 19,65 km². Em 2010 a comuna tinha 1 001 habitantes (densidade: 50,9 hab./km²).